# 巴尔尚
巴尔尚（法語：Barchain，法語發音：[baʁʃɛ̃]）是法国摩泽尔省的一个市镇，属于萨尔堡-萨兰堡区。

## 地理
巴尔尚（48°42'26"N, 6°57'44"E）面积1.7 平方千米，位于法国大東部大區摩泽尔省，该省份为法国东北部内陆省份，是洛林的一部分，西南接默尔特-摩泽尔省，东临下莱茵省，北与卢森堡和德国接壤。
与巴尔尚接壤的市镇（或旧市镇、城区）包括：贝班、迪亚讷卡佩勒、贡德雷克桑日、埃曼、埃尔特赞、凯尔普里什欧布瓦。

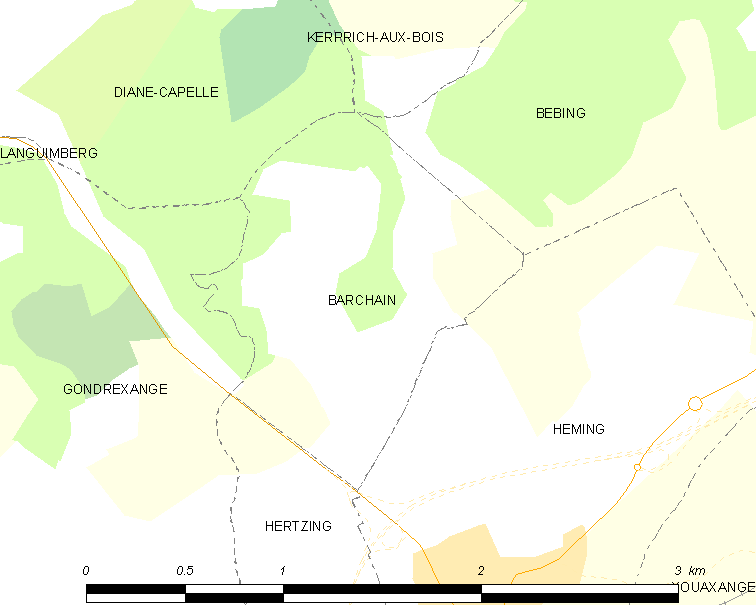
巴尔尚的OSM定位图

巴尔尚的时区为UTC+01:00、UTC+02:00（夏令时）。

## 行政
巴尔尚的邮政编码为57830，INSEE市镇编码为57050。

## 政治
巴尔尚所属的省级选区为法尔斯堡县。

## 人口

1962-2008年间巴尔尚人口变化图示

巴尔尚于2022年1月1日时的人口数量为101人。